# Résidence Ernestine
La Résidence Ernestine est un immeuble à appartements de style moderniste conçu pour Etrimo par l'architecte et promoteur immobilier Jean-Florian Collin et situé sur le territoire de la commune bruxelloise d'Ixelles en Belgique.
Avec le Palais de la Folle Chanson et le Palais du Congo, la Résidence Ernestine compte parmi les immeubles d'angle les plus intéressants des années 1930 à Bruxelles. 

## Localisation
L'immeuble à appartements Résidence Ernestine se dresse au numéro 3 du rond-point de l'Étoile, à l'angle de l'avenue Ernestine et de l'avenue des Courses, à Ixelles,. 
Ce célèbre rond-point bruxellois regroupe cinq immeubles à appartements remarquables : le Palais de la Cambre de l'architecte Camille Damman (1925-1930), le Palais de la Folle Chanson de l'architecte Antoine Courtens (1928), le Palais du Congo de l'architecte et promoteur immobilier Jean-Florian Collin (1930), la Résidence Ernestine du même Collin (1936) et la Résidence de la Cambre édifiée par Marcel Peeters en 1938-1939 juste à côté du Palais de la Folle Chanson, au début du boulevard Général Jacques,,,.

Rond-point de l'Étoile
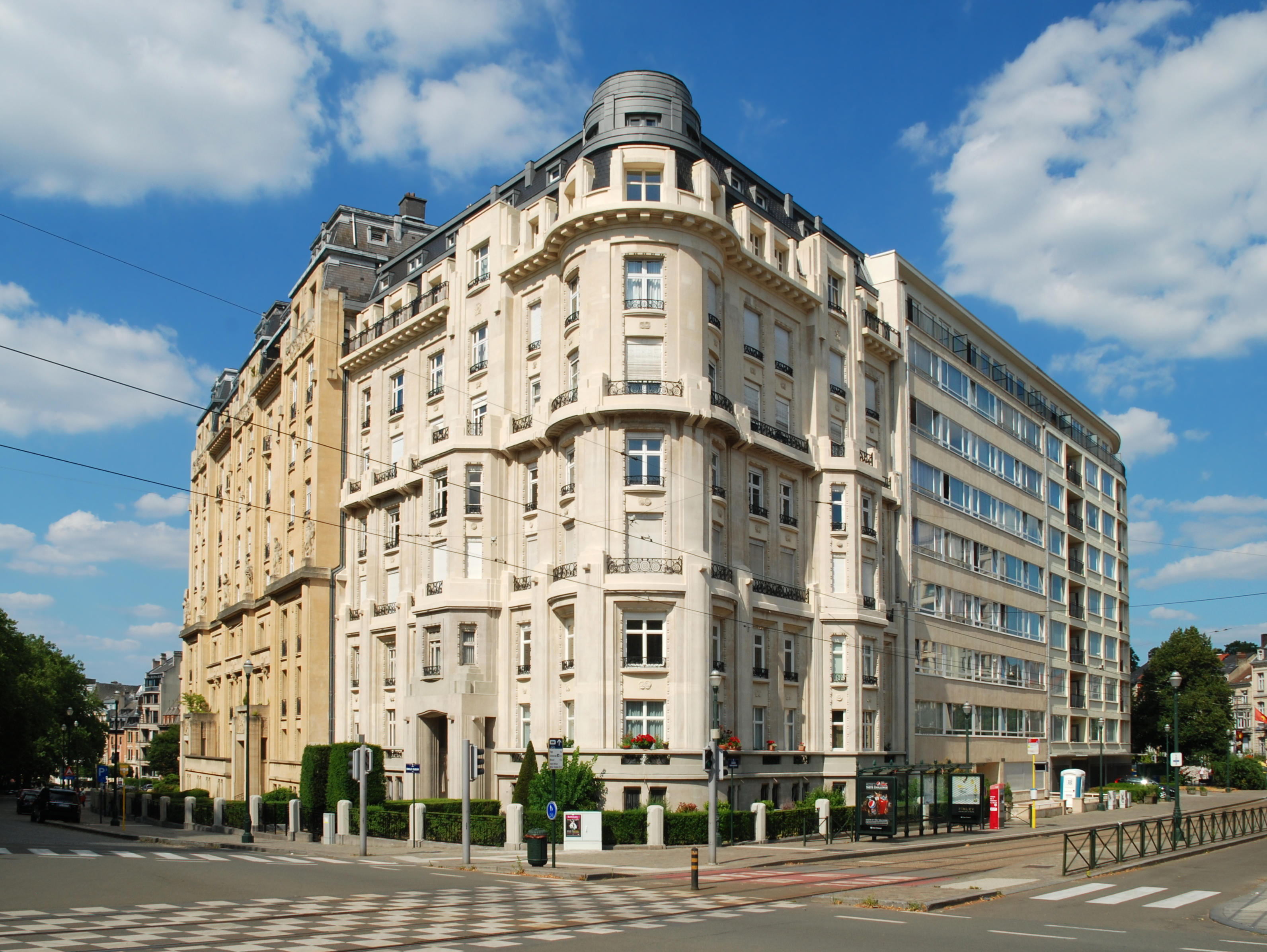
Palais de la Cambre.
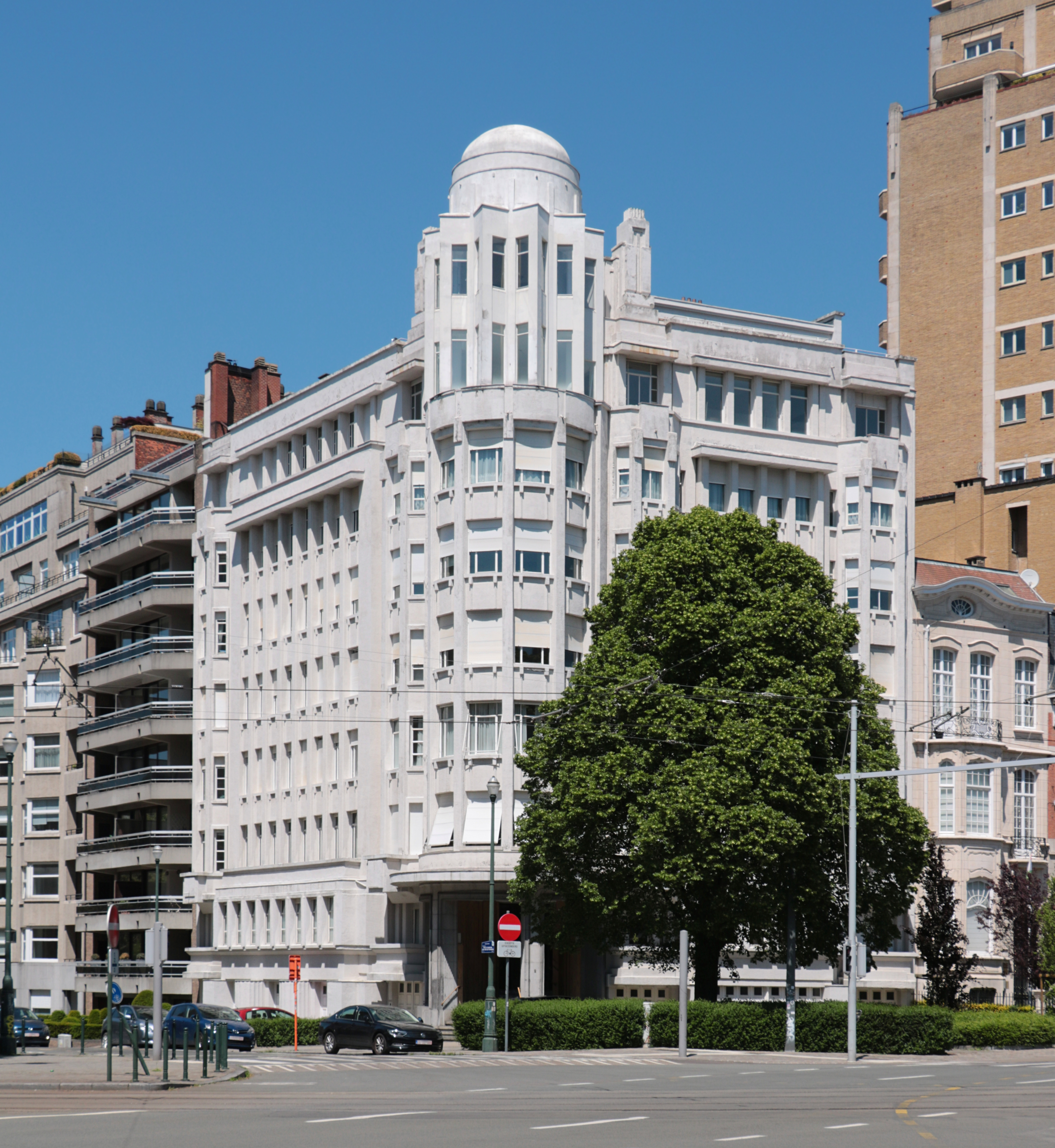
Palais de la Folle Chanson.
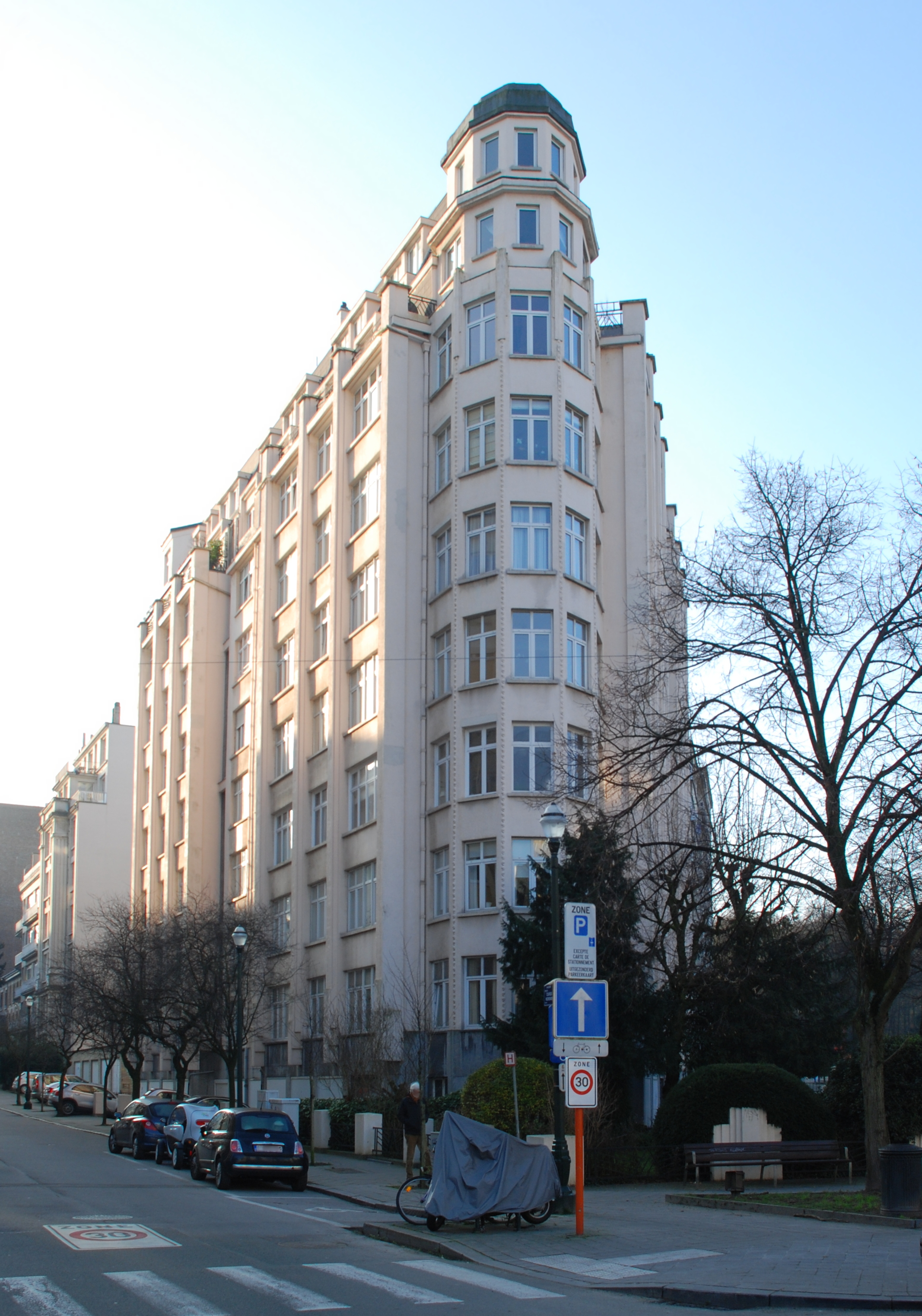
Palais du Congo.
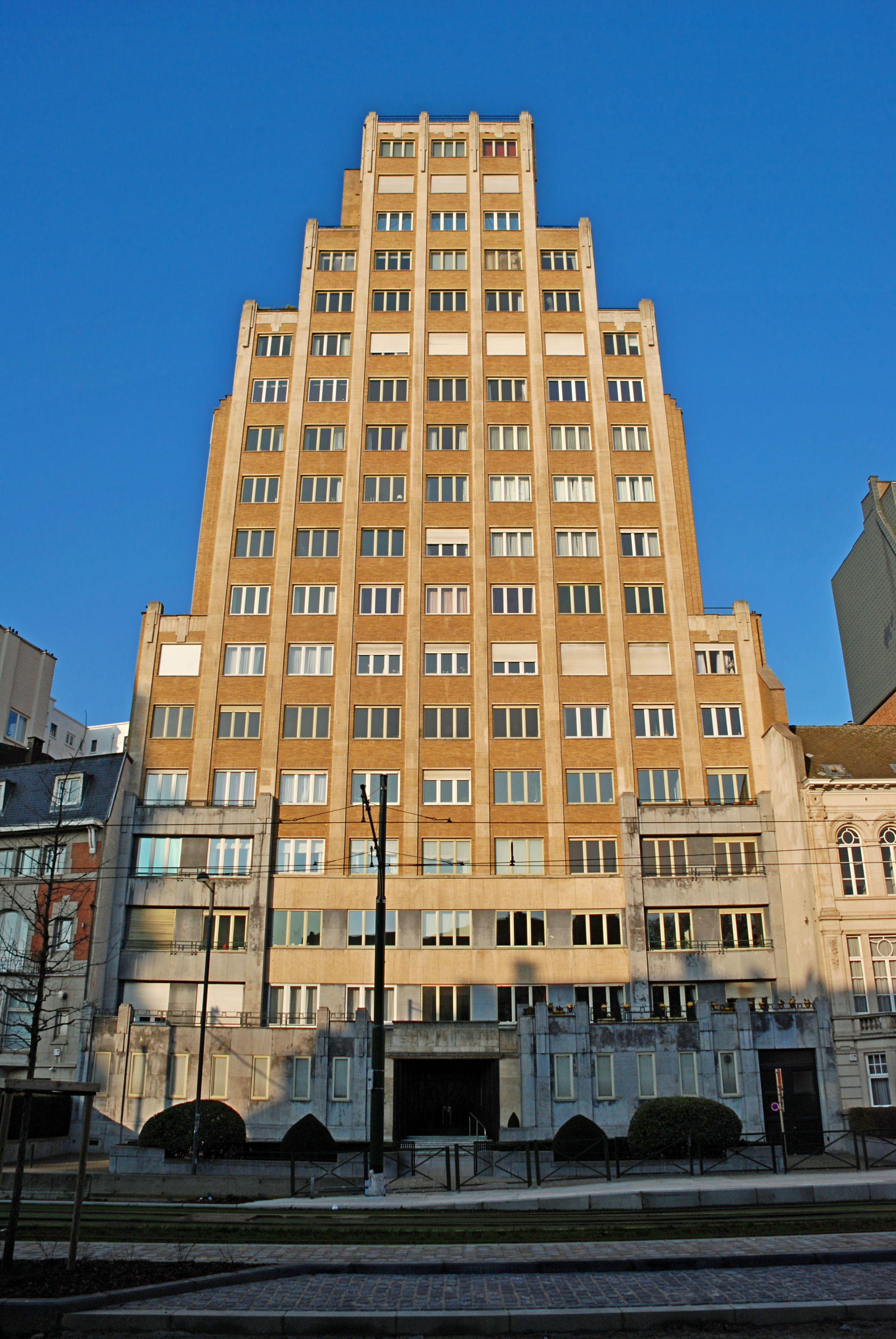
Résidence de la Cambre.

## Historique

### Rond-point de l'Étoile
Le rond-point de l'Étoile est un carrefour où se rencontrent sept artères : le boulevard Général Jacques au nord, l'avenue du Congo au sud, le boulevard de la Cambre et l'avenue de la Folle Chanson à l'ouest, et les avenues Maurice, Ernestine et des Courses à l'est. 
En 1876, le conseil communal d'Ixelles décide de créer un carrefour sur un terrain appartenant à la famille Coché : le rond-point est d’abord nommé la Petite Suisse.
Le boulevard de La Cambre est tracé vers 1872, l'avenue du Congo est ouverte en 1887 et les avenues Maurice, Ernestine et des Courses en 1891. Enfin, l'avenue de la Folle Chanson est la dernière artère ouverte : elle est percée dans le cadre de l'Exposition universelle de Bruxelles de 1910.

### Immeubles à appartements
« La construction d’immeubles à appartements a connu un développement important au lendemain de la Grande Guerre. Ainsi, une loi promulguée le 8 juillet 1924 rend légal le principe de copropriété. Les classes plus aisées de la société bruxelloise saisissent ce principe pour acquérir de grands appartements plutôt que des maisons particulières. Différentes importantes sociétés de construction saisissent l’occasion pour promouvoir ce type de logements. Trois sociétés sortent particulièrement du lot : la Société Belge Immobilière (SBI), la Société Études et Réalisations immobilières (ETRIMO) et la Compagnie Générale d’Entreprise Immobilière (COGENI). Enfin, ces appartements comprennent sur un niveau toutes les commodités présentes dans les hôtels de maître : cuisines équipées, salles de bains, chauffage central, etc. ».

### Jean-Florian Collin et Etrimo
L'architecte et promoteur immobilier Jean-Florian Collin est actif dès 1930 dans le domaine des immeubles à appartements, avec la construction du Palais du Congo en style Art déco. 
En 1935, cet architecte autodidacte fonde « sa célèbre société de promotion Etrimo »,,, « la société d'Etudes et de Réalisations Immobilières en Faveur des Classes moyennes » : Collin « s'adjoint le concours d'architectes modernistes rompus aux techniques de construction accélérées comme Stanislas Jasinski » et Etrimo « s'impose rapidement par sa maîtrise des techniques de chantier et son attention à toutes les facettes du confort domestique moderne. Exploitant un nombre restreint de motifs (éperons verticaux à couronnements métalliques, rotondes d'angle, grandes fenêtres en bandeau) habilement adaptés aux particularités de chaque site, Collin réalise quelques-unes des façades les plus significatives de son époque ».
Etrimo acquiert donc rapidement « avant-guerre une place enviable dans le secteur des immeubles à appartements destinés à la bourgeoisie ». C'est avec Etrimo que Collin édifie dans la deuxième moitié des années 1930 en style moderniste la Résidence Ernestine, la Résidence Belle-Vue, l'immeuble Le Tonneau et l'Immeuble La Cascade,,,,.
Après la guerre, Jean-Florian Collin construira avec Etrimo un grand nombre d'immeubles à appartements de style fonctionnaliste avec comme objectif « de donner à la classe moyenne la possibilité d'acquérir un bien immobilier neuf et confortable, construit dans un espace vert, tout en remboursant l'équivalent d'un loyer normal tous les mois ». En 1969, la société Etrimo est placée sous concordat judiciaire.

## Statut patrimonial
L'édifice ne fait pas l'objet d'un classement au titre des monuments historiques mais il figure à l'Inventaire du patrimoine architectural de la Région de Bruxelles-Capitale sous la référence 21517.

## Architecture

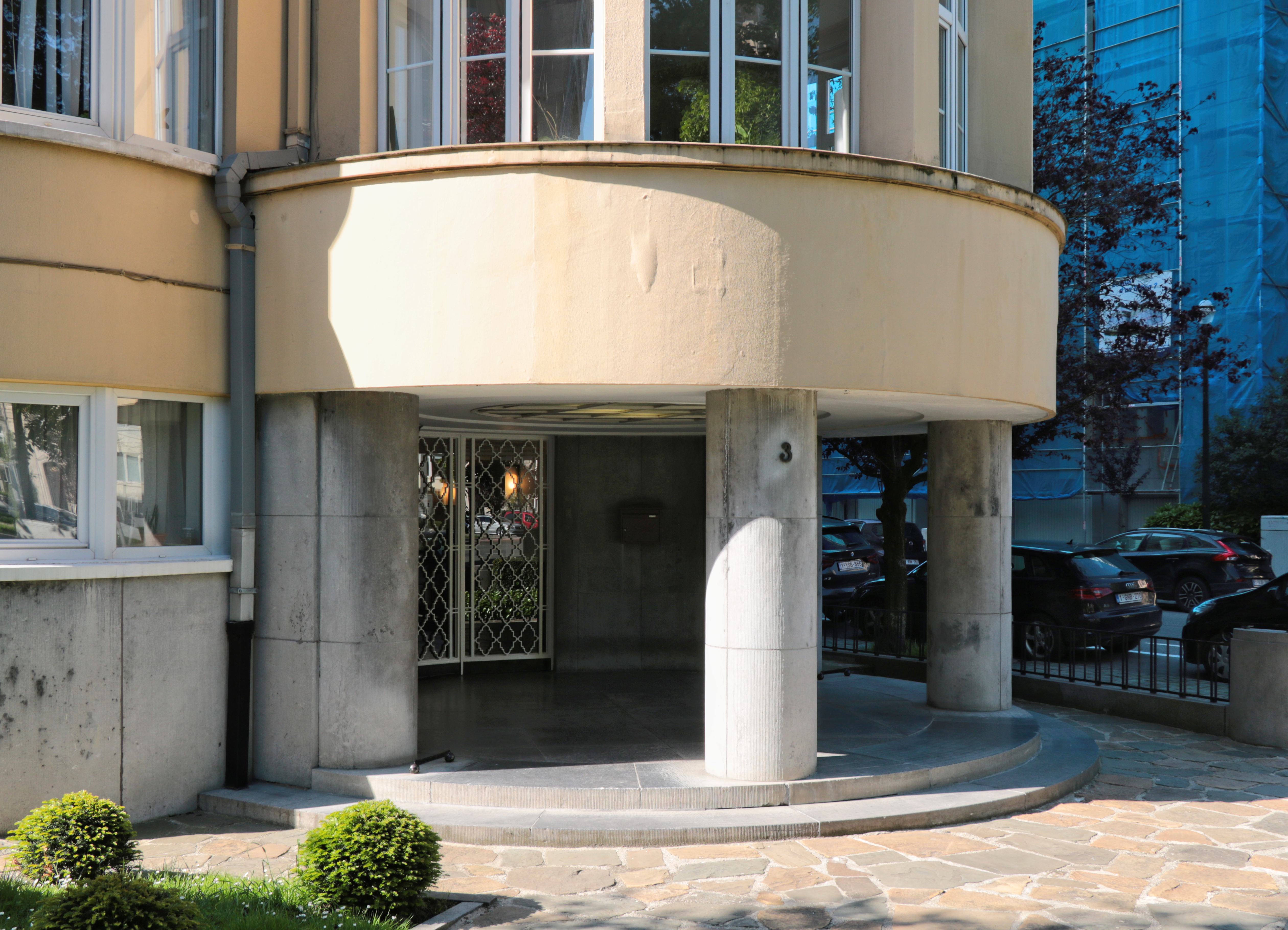
Le porche.

La Résidence Ernestine est un immeuble à appartements de neuf étages de style moderniste qui adopte la forme d'un angle aigu, comme son voisin le Palais du Congo édifié juste en face par Collin six ans plus tard.
Sa silhouette est dominée par la rotonde semi-circulaire qui en marque l'angle dirigé vers le rond-point de l'Étoile. Cette rotonde, qui surmonte un porche profond marqué de quatre piliers en pierre bleue au fond duquel se trouve la porte en fer forgé, comporte neuf étages couverts intégralement de surfaces vitrées séparées par quatre éperons verticaux jaunes dont le sommet vert dépasse le niveau du toit. La rotonde d'angle est un procédé architectural également utilisé par Collin et Jasinski pour la Résidence Belle-Vue, ainsi que par Antoine Courtens pour le Palais de la Folle Chanson,.
Cette rotonde d'angle est flanquée de chaque côté d'un oriel semi-circulaire et d'une série de six éperons verticaux dont le sommet peint en vert dépasse le niveau du toit comme ceux de la rotonde.
La rotonde d'angle relie entre elles les deux façades de six travées de large disposées le long de l'avenue Ernestine et de l'avenue des Courses. Les deux derniers niveaux de ces façades latérales sont en retrait, ménageant des terrasses, alors que ce n'est le cas que pour le neuvième étage des oriels d'angle.
Le rez-de-chaussée paré de pierre bleue est percé de quatre garages de chaque côté.
Le soubassement en pierre bleue porte la signature de l'architecte à gauche du porche: « Jean F.Collin Architecte ». 
Les éperons verticaux rythmant les façades pourraient évoquer la cheminée d'un paquebot, une des variations sur le thème des paquebots transatlantiques qui caractérisent le modernisme des années 1930 et lui ont valu le surnom de « style paquebot », un type d'ornement que l'on retrouve sur les façades de l'ancienne imprimerie du quotidien Le Peuple, de l'ancien immeuble de bureaux de la compagnie Rotterdamsche Verzekering Societeiten et de la maison communale d'Evere.

La rotonde d'angle
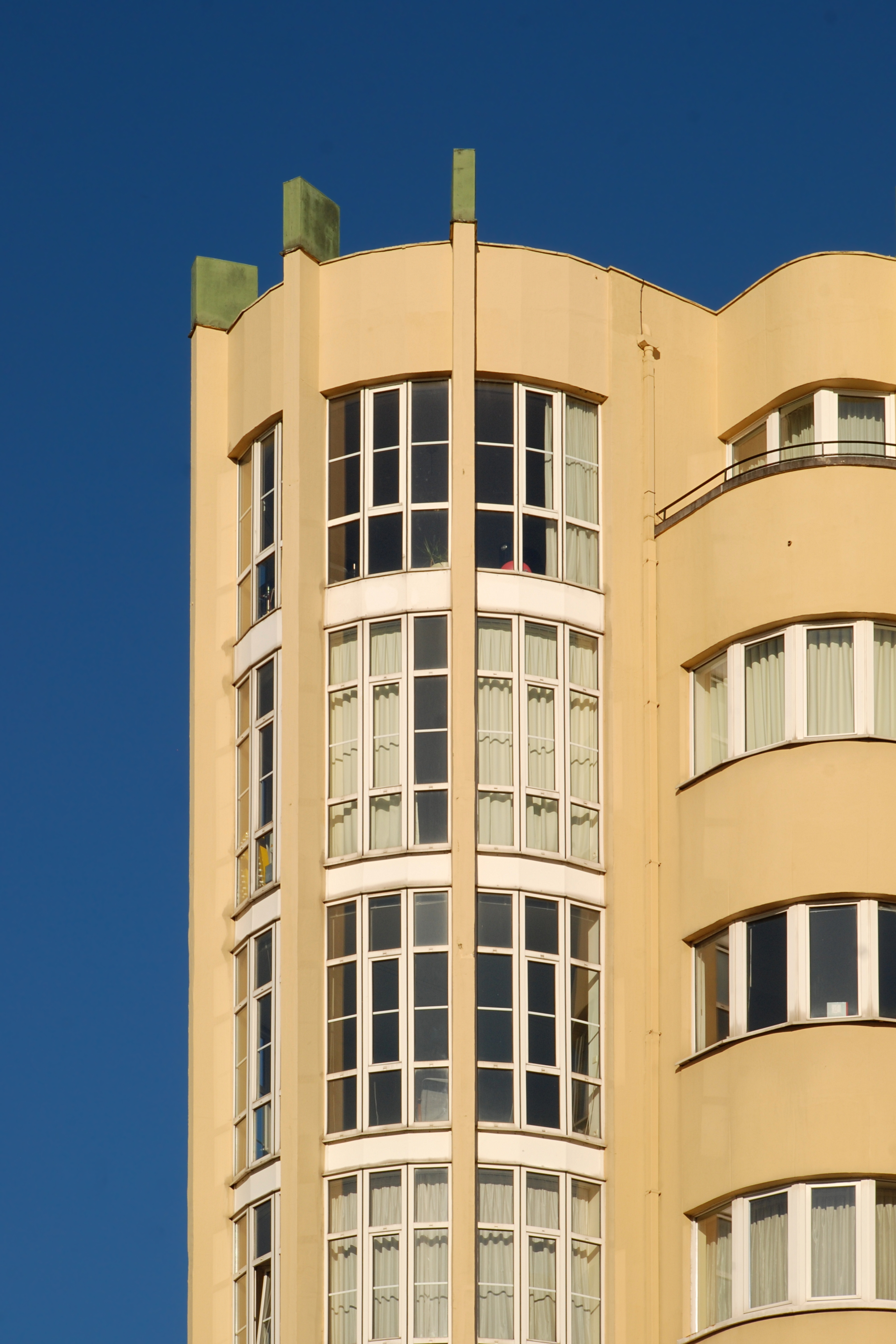
Les étages supérieurs de la rotonde.
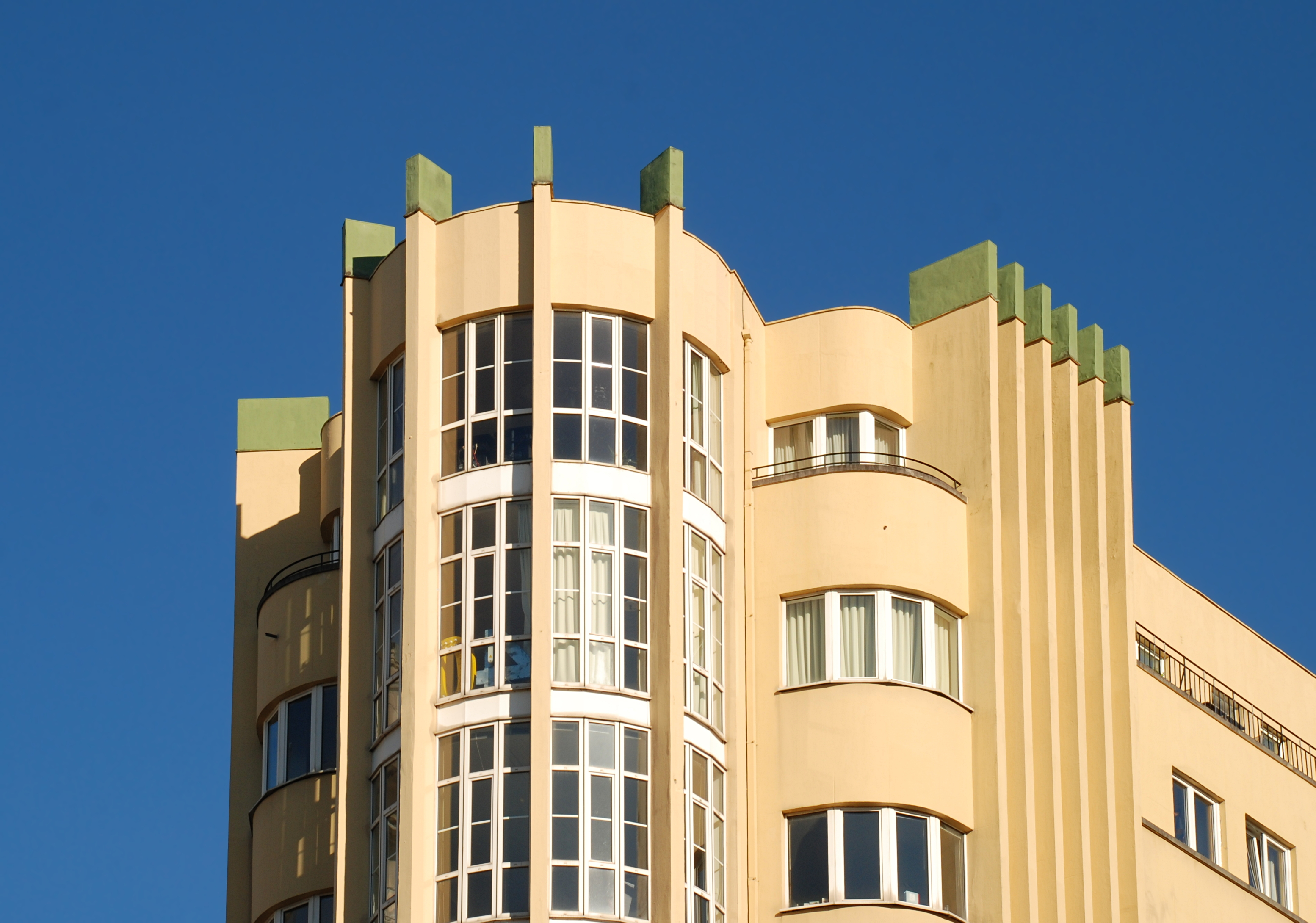
Le couronnement de la rotonde.
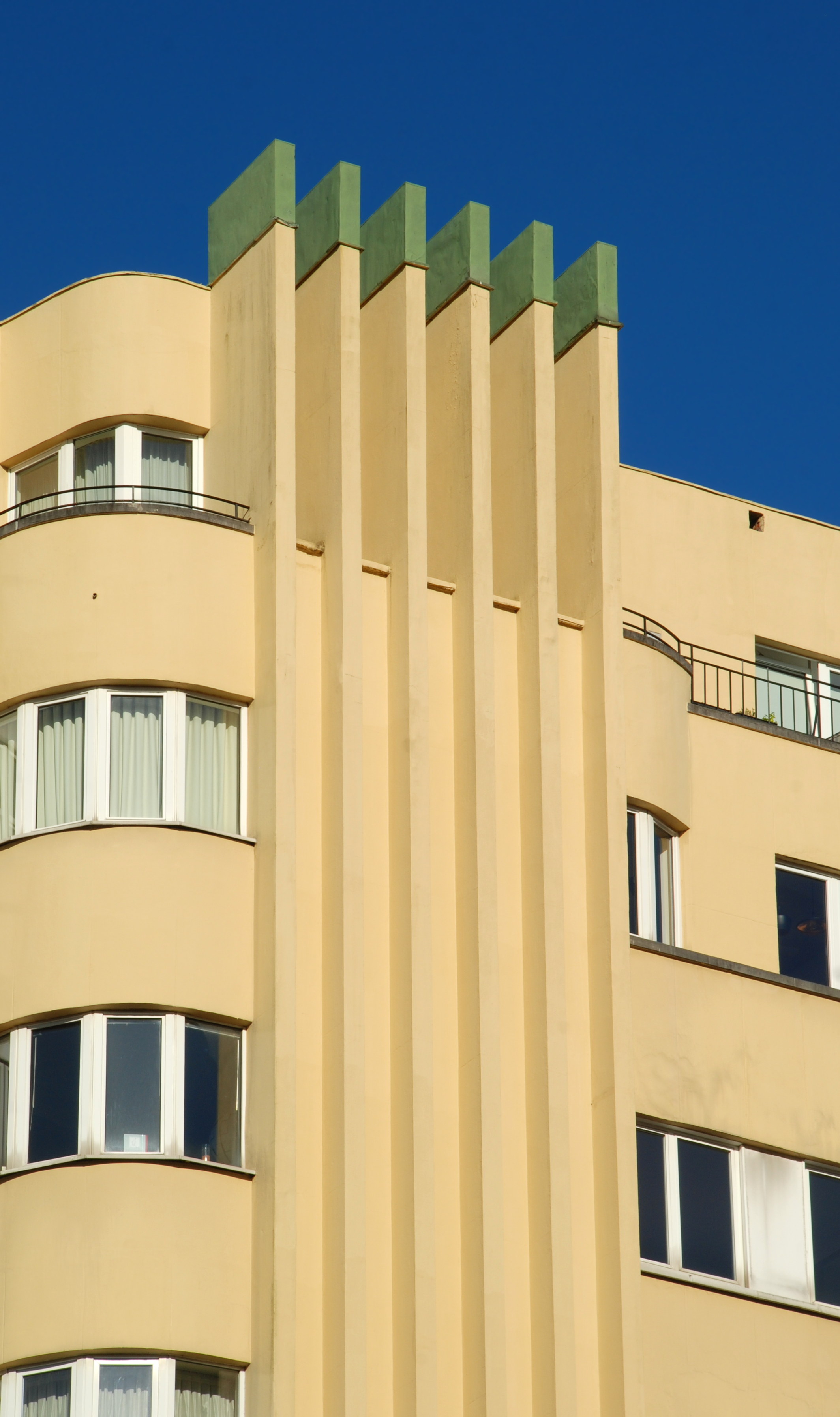
Les contreforts.